# Diario Democracia

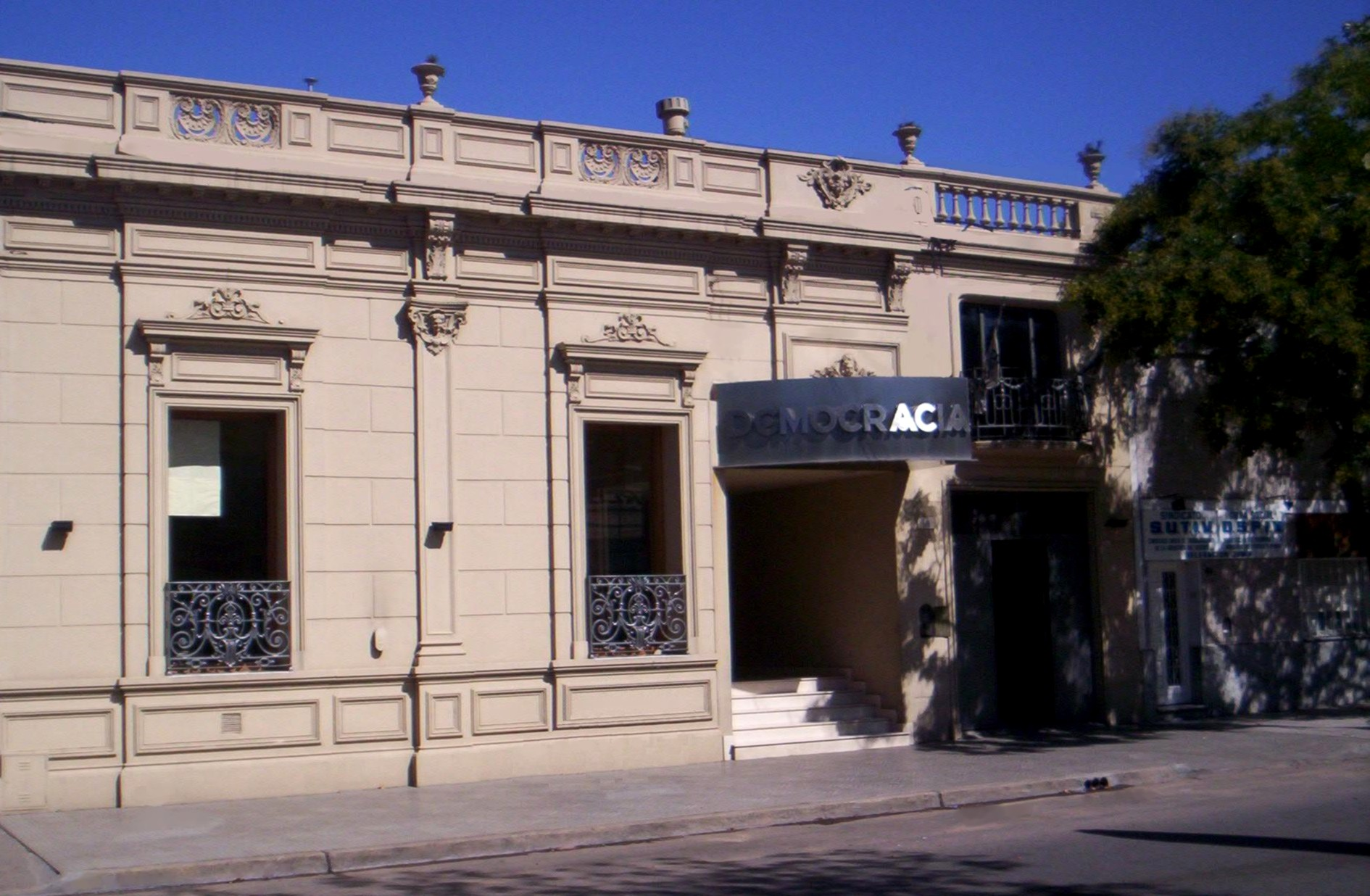
Redaktionssitz des Diario Democracia in Junín

Das Diario Democracia ist eine argentinische Tageszeitung mit Sitz in Junín, Provinz Buenos Aires, die im Jahr 1931 gegründet wurde. Von 40 Standorten aus bedient sie ein großes Gebiet nordwestlich von Buenos Aires und südlich von Santa Fe.

## Geschichte
Die Zeitung wurde am 17. Oktober 1931 von dem Rechtsanwalt Moses Lebensohn gegründet, der im Alter von 45 Jahren am 14. Juni 1953 verstarb. Seine Witwe Dora Dana Lebensohn übernahm die Geschäfte. Derzeit leitet ihr beider Sohn Hector Moses Lebensohn, ebenfalls Anwalt, die Zeitung. Im Januar 2006 startete das Diario Democracia eine Website und berichtet in Abschnitten über Politik, Wirtschaft, Landwirtschaft, Sport und Unterhaltung. Außerdem enthält sie Informationen auf lokaler, regionaler, Landes-, nationaler und internationaler Ebene.